# اچ‌ام‌ای‌اس آلباتروس (۱۹۲۸)
اچ‌ام‌ای‌اس آلباتروس (۱۹۲۸) (به انگلیسی: HMAS Albatross (1928)) یک کشتی بود که طول آن ۴۴۳ فوت ۷ اینچ (۱۳۵٫۲۰ متر) بود. این کشتی در سال ۱۹۲۸ ساخته شد.